# Масуричко поље
Масуричко или Сурдуличко поље представља проширење које формира река Врла на изласку из планинског масива Варденика. Дужина поља у правцу северозапад-југоисток износи око 4 km, а ширина у правцу североисток-југозапад износи око 2,5 km. У овом пољу Врла са десне стране прима од већих притока Романовску и Масуричку реку.

## Геологија
Масуричко поље представља проширење које се јавља на месту са веома повољним условима за ерозиони и денудациони рад. Поље је на висини од око 378 метара.

## Хидрографија
Највећи ток у овој области је Јужна Морава, у коју утичу све воде Врањске котлине. Главна притока Јужне Мораве је Врла, која долази из дубљег залеђа са гребена Варденика. Најпре Врла протиче дугачком клисуром, затим улази у Масуричко поље, где прима Романовску и Масуричку реку, па се пробија кроз Прекодолску клисурицу и улива се у Јужну Мораву при њеном излазу из Врањске котлине.